# Англійські претензії на французький престол

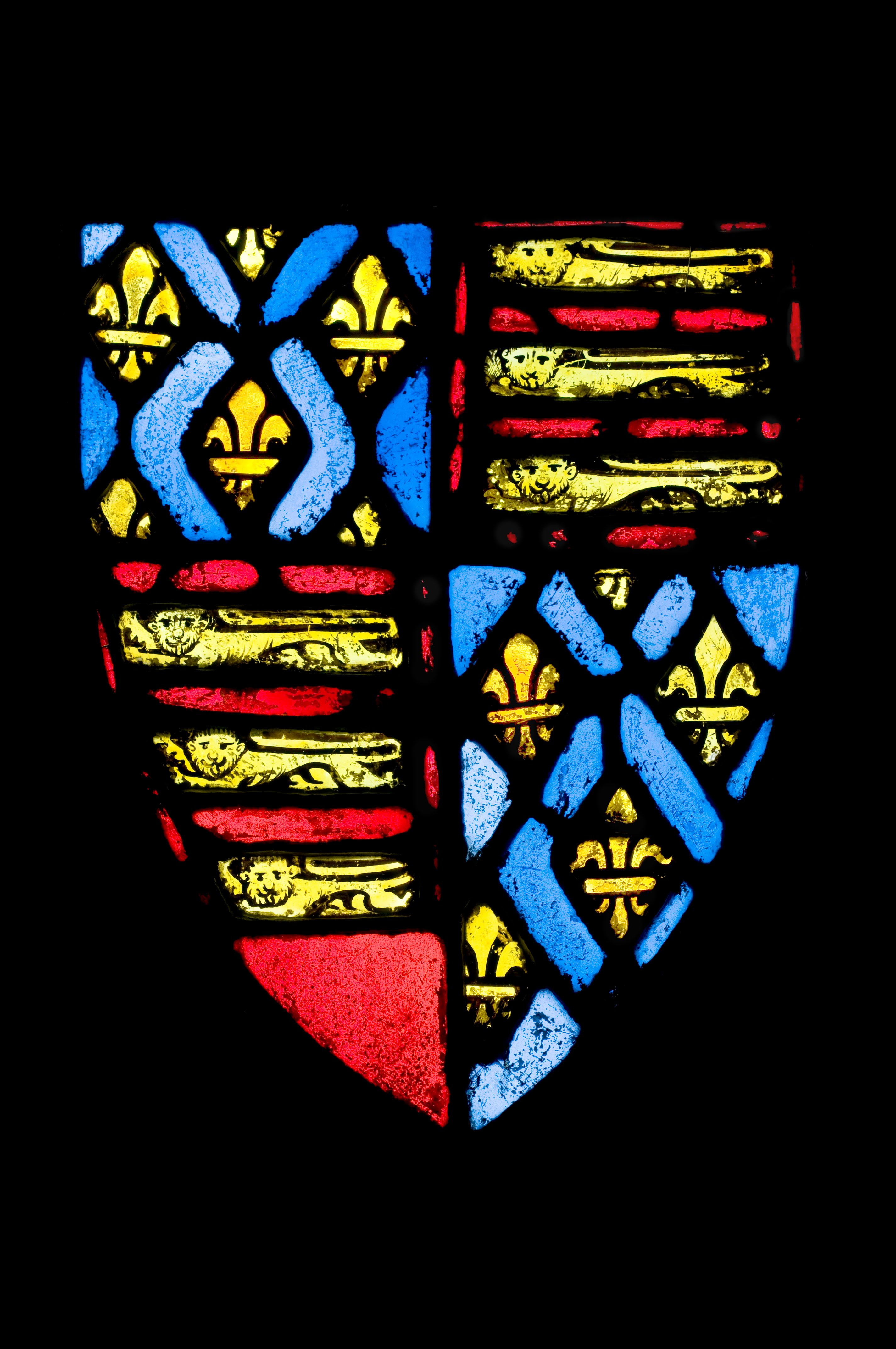
Вітраж часів Едуарда III із зображенням його герба. Зверху справа та знизу зліва зображено трьох левів (Англія), зверху зліва та знизу справа — лілії (Франція)

У період з 1340 по 1801 рік з короткими перервами англійські та згодом британські монархи претендували на французький престол і носили титул короля Франції. Претензії вперше висловив король Едуард III у 1340 році під час Столітньої війни. Остаточно від титулу відмовився король Георг III у 1801 році.

## Столітня війна
Від 987 року у Французькому королівстві правила династія Капетингів. Після смерті короля Філіппа IV Вродливого в 1314 році на престолі по черзі перебували його сини Людовик X, Філіпп V та Карл IV. Усі троє були бездітними, тож після смерті Карла IV в 1328 році на престол зійшов Філіпп VI з династії Валуа, що був онуком короля Філіппа III, племінником Філіппа IV та двоюрідним братом його синів.
Водночас на престол Франції висловив свої претензії король Англії Едуард III з династії Плантагенетів, чия матір, Ізабелла Французька, була дочкою Філіппа IV. Хоча він склав омаж (присягу) перед Філіппом VI як герцог Аквітанський, 1337 року Едуард III виступив проти французького короля, розпочавши серію англо-французьких конфліктів, відомих як Столітня війна. У січні 1340 року король Едуард прийняв титул короля Франції.
1360 року між Англією та Францією було укладено договір у Бретіньї, за яким Едуард III відмовився від посягань на французький престол, отримавши в обмін значні володіння Франції. Однак після відновлення війни у 1369 році король Англії заново прийняв титул короля Франції.
Наступники Едуарда III носили титул до 1420 року, коли було підписано договір у Труа, за яким Карл VI визнавався королем Франції, а його наступником в обхід дофіна Карла — король Англії Генріх V. Після їхніх смертей у 1422 році королем Франції та Англії став Генріх VI, що був сином Генріха V та єдиним англійським монархом, що де-факто володів Францією. Однак у ході війни арманьяків та бургіньйонів у 1429 році зусиллями Жанни д'Арк у Реймсі було короновано Карла VII — сина померлого французького короля Карла VI. 1435 року війна арманьяків і бургіньйонів завершилася, а до 1453 року англійців вигнали із більшості територій Франції.
Хоча за Англією залишилися лише володіння Кале (до 1558) та Нормандські острови, англійські та згодом британські монархи продовжували номінально титулувати себе королями Франції.

## Відмова від претензій
21 вересня 1792 року, під час Французької революції, монархія у Франції була скасована.
У листопаді 1797 року в місті Лілль у ході війни першої коаліції відбулися британсько-французькі переговори. Французькі представники вимагали, щоб король Великої Британії був позбавлений титулу короля Франції. Британський представник Джеймс Гарріс, 1-й граф Малмсбері, був готовий піти на це, однак згодом переговори у Ліллі зайшли в глухий кут під час інших обговорень.
Під час обговорень у Палаті громад сер Джон Сінклер назвав вимогу французів щодо титулу «легковажною» і такою, щодо якої «навряд чи варто сперечатися»; Вільям Пітт молодший назвав титул «нешкідливим пером, щонайбільше, в короні Англії»; Френч Лоренс назвав його «давнім достоїнством», втрата якого спричинить втрату честі та ганьбу.
1800 року було прийнято Акт про унію, за яким Велику Британію та Ірландію було об'єднано в Сполучене Королівство Великої Британії та Ірландії. Король Георг III скористався цією нагодою та видалив зі своєї титулатури титул короля Франції. Також із герба монарха було прибрано лілії, що були символом французьких династій.